# Lanius meridionalis

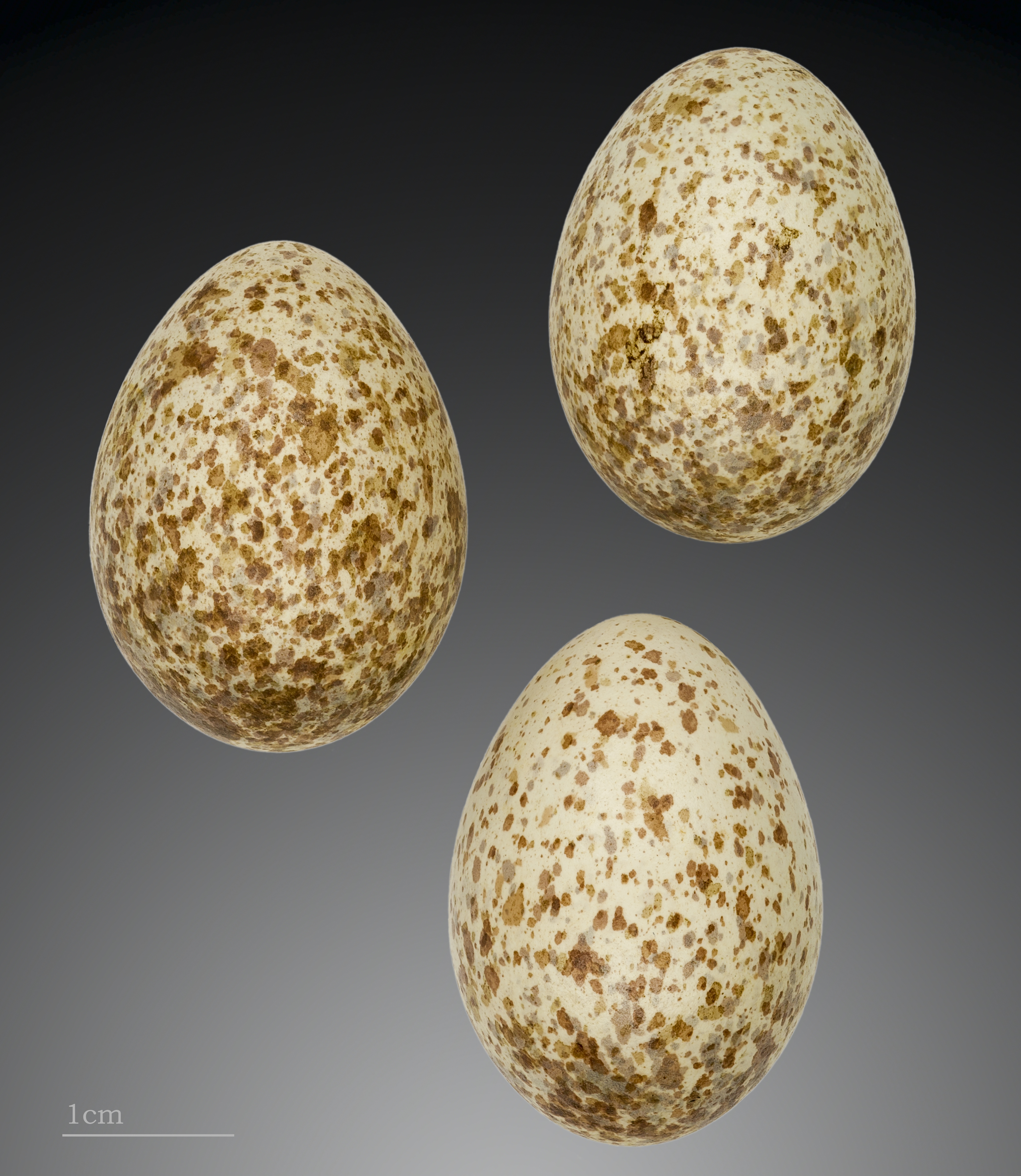
Huevos de Lanius meridionalis.

El alcaudón real o  alcaudón sureño (Lanius meridionalis) es una especie de ave paseriforme de la familia Laniidae, endémica de la península ibérica. Es un pájaro con pico ganchudo y garras fuertes. Estas dos letales armas hacen posible una alimentación variada, formada mayoritariamente por insectos (langostas, escarabajos...). También la constituyen los micromamíferos, pajarillos, lagartijas y, en menor medida, pequeñas culebras.